# Káp
Káp (szlovákul Kapince) község Szlovákiában, a Nyitrai kerületben, a Nyitrai járásban. Alsó- és Felsőkáp egyesítésével jött létre.

## Fekvése
Nyitrától 21 km-re északnyugatra fekszik.

## Története
A mai település eredetileg két falu volt, melyeket 1261-ben „Wruuskap”, illetve „Haloskap” alakban említenek először.
Alsókáp 1524-ben „Alsookaap” alakban szerepel írott forrásban. Nyitra várának, később Nagytapolcsány várának tartozéka volt. 1601-ben felégette a török. 1664-ben 10 háztartásban 13 fejadófizető személyt írtak össze az oszmánok. 1715-ben szőlőskert, valamint 8 jobbágy és 3 zsellérház állt a településen. 1751-ben 45 család élt itt. 1787-ben 27 házában 171 lakos élt. 1828-ban 26 háza volt 181 lakossal, akik főként mezőgazdasággal foglalkoztak.
Felsőkáp kezdetben alsókápi nemesek birtoka volt. 1715-ben 4 jobbágy és 5 zsellérház állt itt. 1787-ben 12 házában 80 lakos élt. 1828-ban 8 háza volt 55 lakossal.
Vályi András szerint „Alsó Kap. Tót falu Nyitra Várm. földes Urai több Urak, lakosai katolikusok, fekszik Galgóczhoz egy, és 1/4 mértföldnyire, Alsó Merasicznak filiája, réttyeik középszerűek, földgyeik jól termők, fájok, és legelőjök elég van, piatzozások Galgóczon”.
„Felső Kap. Tót falu Nyitra Várm. az előbbenyihez közel, földes Ura Bertalanfy Uraság, lakosai kasai katolikusok, földgye jó, fája nintsen elég, réttye, legelője szoross, szőlő hegyei soványak”.
Fényes Elek geográfiai szótárában „Káp (Alsó és Felső), Nyitra m. két egymás mellett lévő tót falu, a Gábor hegye alatt. – Az első 143 kath., 11 zsidó; a második 43 kath., 4 zsidó lak. F. u. többen. Ut. post. Galgócz”.  Archiválva 2007. szeptember 27-i dátummal a Wayback Machine-ben
Alsó- és Felsőkápot 1892-ben egyesítették, de 1909-ben Merőcéhez csatolták és csak 1956-ban nyerte vissza önállóságát.
1910-ben területe a trianoni békeszerződésig Nyitra vármegye Galgóci járásához tartozott. Mezőgazdasági jellegű település volt, lakói közül sokan a közeli nagybirtokokon dolgoztak.

## Népessége
| Év:            | 1994. | 2004. | 2014.   | 2024.   |
| -------------- | ----- | ----- | ------- | ------- |
| Emberek száma: | 193   | 193   | 187     | 172     |
| Eltérés:       |       | +0 %  | -3,10 % | -8,02 % |

| Év:            | 2023. | 2024.   |
| -------------- | ----- | ------- |
| Emberek száma: | 178   | 172     |
| Eltérés:       |       | -3,37 % |

2001-ben 184 lakosából 183 szlovák volt.
2011-ben 197 lakosából 190 szlovák.
2021-ben 184 lakosából 181 (+1) szlovák, 2 magyar és 1 ruszin nemzetiségű volt.

## Nevezetességei

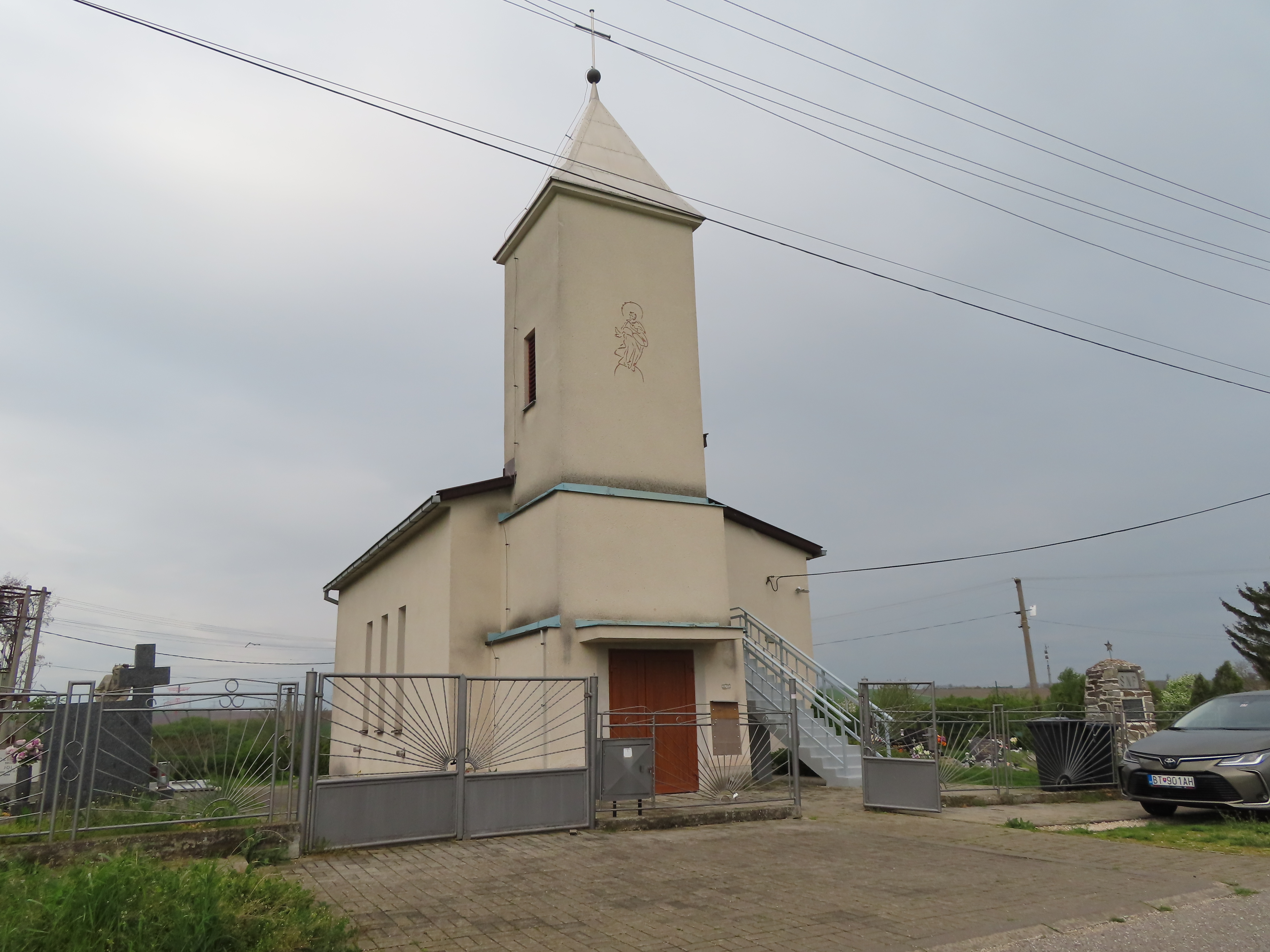
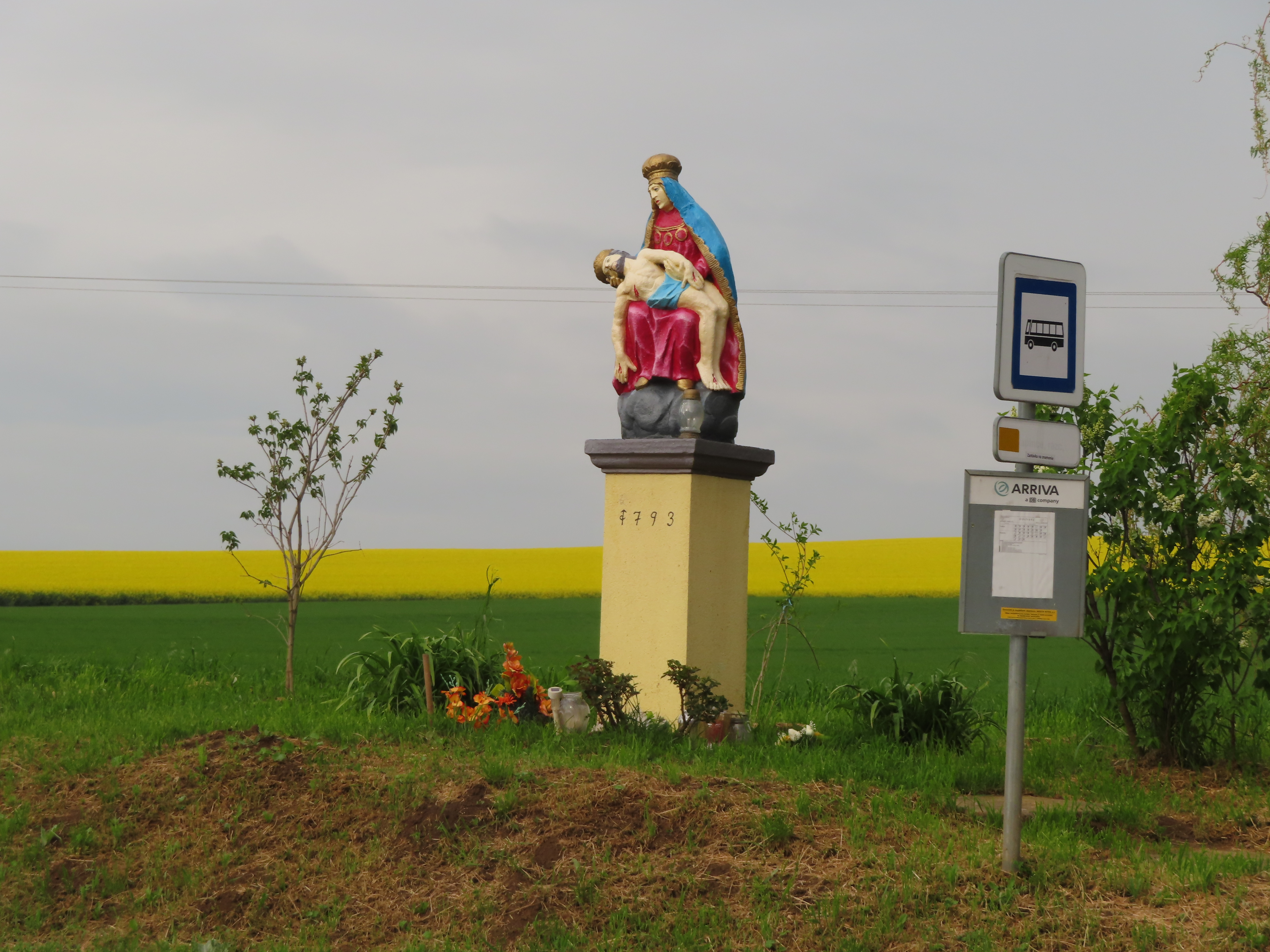
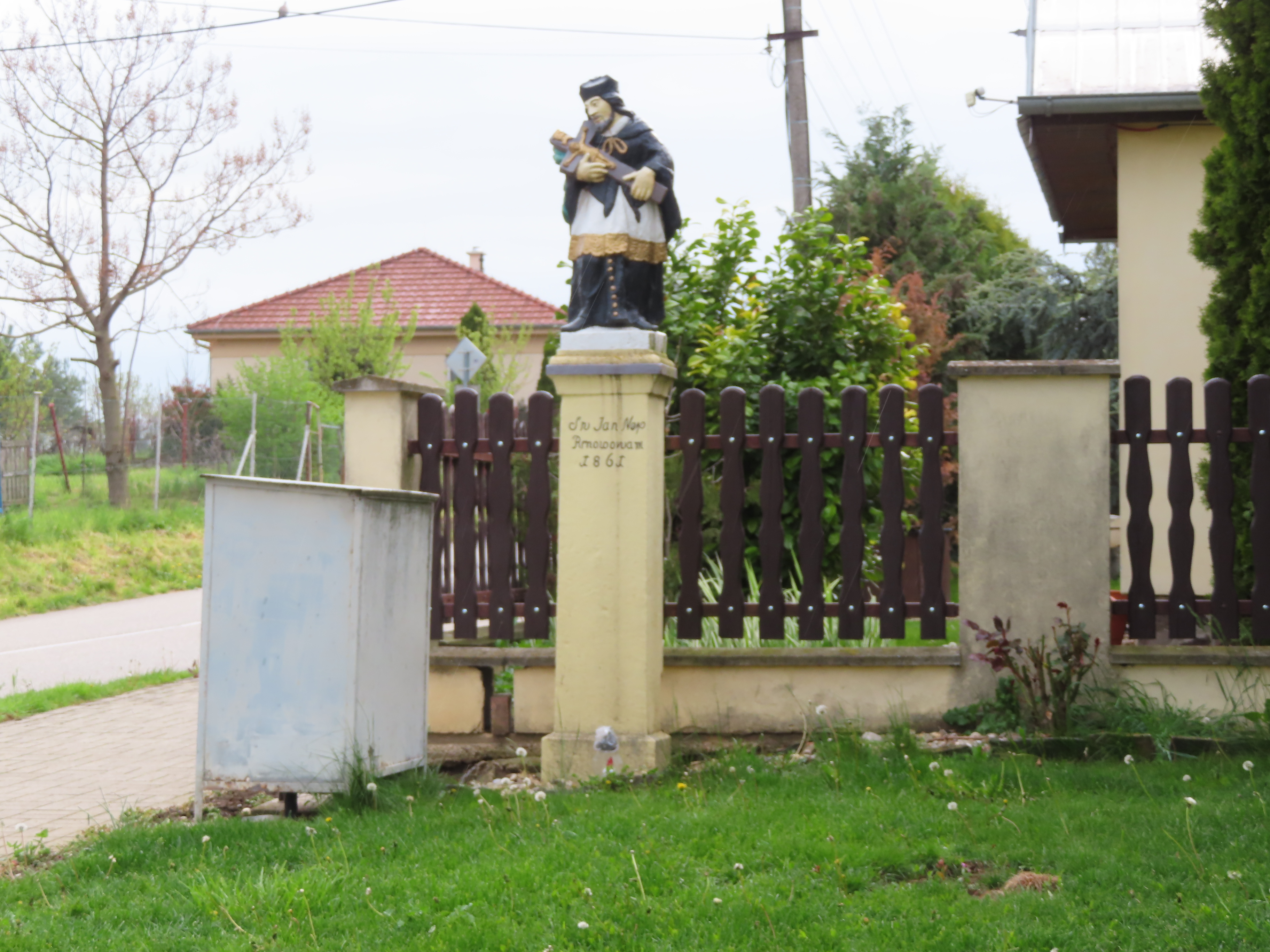
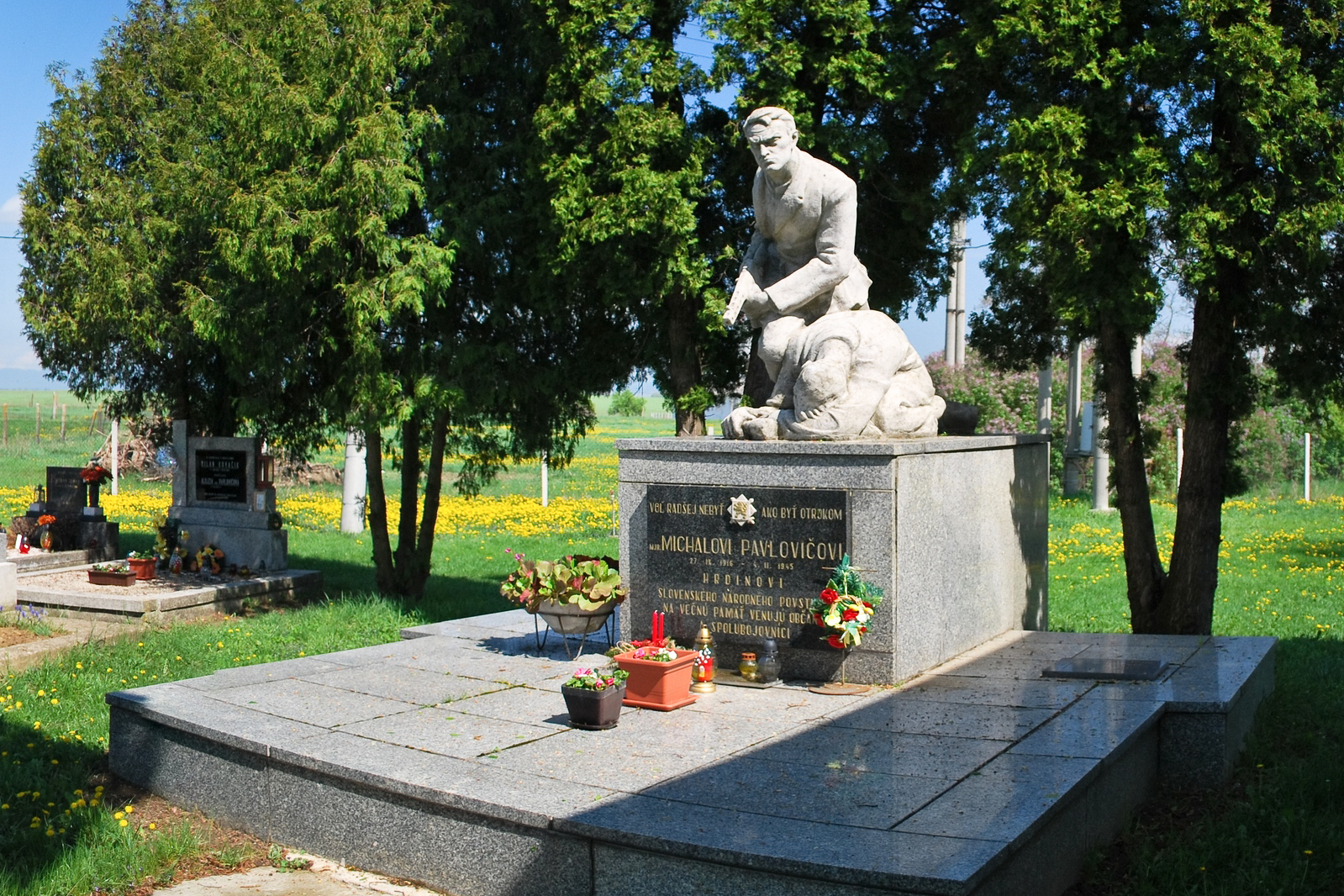
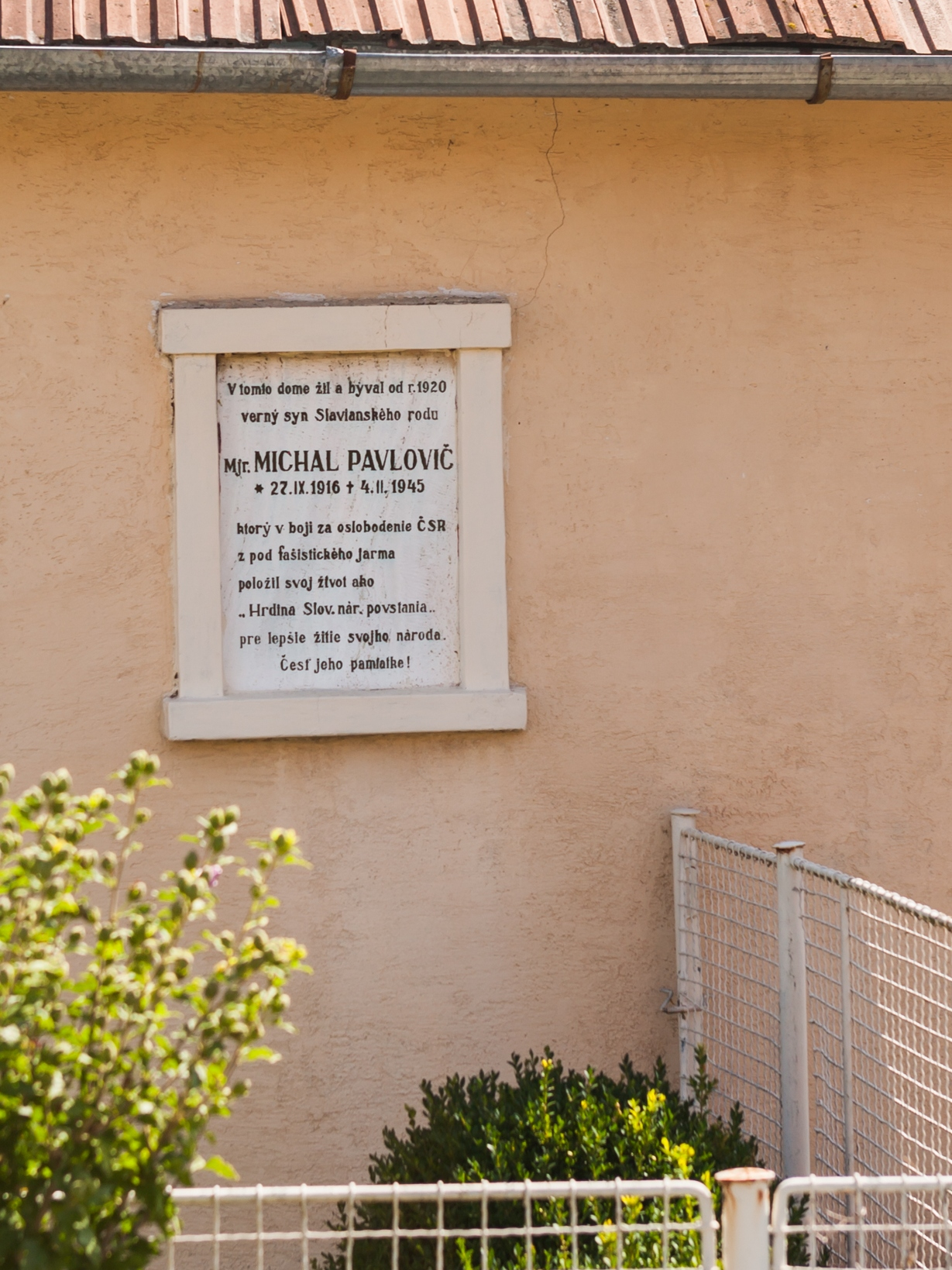

- 1875-ben épült kúria.

## Külső hivatkozások
- Községinfó
- Káp Szlovákia térképén
- A vasútállomás
- Statisztikák
- E-obce.sk Archiválva 2008. szeptember 20-i dátummal a Wayback Machine-ben